# Abner Lacock

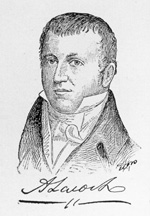
Abner Lacock

Abner Lacock, född 9 juli 1770 nära Alexandria, Virginia, död 12 april 1837 nära Freedom, Pennsylvania, var en amerikansk politiker (demokrat-republikan). Han representerade delstaten Pennsylvania i båda kamrarna av USA:s kongress, först i representanthuset 1811–1813 och sedan i senaten 1813–1819.
Lacock efterträdde 1811 Samuel Smith som kongressledamot. Två år senare efterträdde han sedan Andrew Gregg i senaten. Efter en mandatperiod även i senaten efterträddes han sedan som senator av Walter Lowrie.
Lacocks grav finns på Lacock's Cemetery i Beaver County, Pennsylvania.